# ウバイドゥッラー・マフディー・ビッラー
ウバイドゥッラー・アル＝マフディー・ビッラー（873年もしくは874年7月31日 - 934年2月22日）は、イスラム教シーア派イスマーイール派の第11代イマーム、北アフリカを拠点としたファーティマ朝の建国者で初代カリフ。アブドゥッラー・アル＝マフディー・ビッラーフ、アブー・ムハンマド・アブドゥッラー・イブン・アル＝フサインとも呼ばれる。

## 誕生までの時代背景
預言者ムハンマド（クライシュ族ハーシム家）の従弟で娘婿の第4代正統カリフ、アリー・イブン・アビー・ターリブが661年に暗殺されると、その敵対勢力であったクライシュ族ウマイヤ家のムアーウィヤが唯一のカリフとなり、のちに世襲制を採ることになるウマイヤ朝が成立した。一方で、ウマイヤ家は預言者ムハンマド（ハーシム家）から系譜上で遠く、より近い系譜の人物が指導者たるべきだとする勢力は秘密結社をつくり、しばし反乱を起こしていた。この様な勢力の一つに、預言者ムハンマドの父方の叔父アッバース・イブン・アブドゥルムッタリブの子孫があり、750年のウマイヤ朝の滅亡、アッバース朝の成立へと繋がった（アッバース革命）。一方で、「統率する資格があるのは、預言者ムハンマドの娘ファーティマとその夫アリー・イブン・アビー・ターリブ（第4代正統カリフ）の息子であるハサン・イブン・アリー、フサイン・イブン・アリーの子孫だけである」とする一派（シーア派）は、アッバース朝も認めなかった。フサイン・イブン・アリーの子孫たる（シーア派における）歴代イマームは、カリフ位を公然とは主張しなかったが、シーア派信者は歴代イマームを「地上における神の真の代理」と考えていた。
シーア派の第6代イマーム、ジャアファル・サーディクは、息子イスマーイール・イブン・ジャアファルを後継者に指名（ナッス）したが、イスマーイール・イブン・ジャアファルは父に先立ち760年に死去。765年にジャアファル・サーディクが死去すると、指名された後継者がいない状態となった。シーア派の大部分は「イスマーイール・イブン・ジャアファルの異母兄弟ムーサー・カーズィムが第7代イマームに後継指名された」とし（十二イマーム派）、他方で、「イスマーイール・イブン・ジャアファルは実際には死んでおらず、迫害から信仰を守るため隠れた（タキーヤ）に過ぎない」とし、こちらを第7代イマームと認める一派もあった（イスマーイール派）。なお、この第7代にイスマーイール・イブン・ジャアファルを当てるか、その息子ムハンマド・イブン・イスマーイールを当てるかで争いがあったが、9世紀末までには、息子の方のムハンマド・イブン・イスマーイールであるとされるようになった。イスマーイール・イブン・ジャアファル、ムハンマド・イブン・イスマーイールともにその生涯はあまり知られておらず、ムハンマド・イブン・イスマーイールの死後、アッバース朝ハールーン・アッ＝ラシード（在位786-809年）治世の頃には、初期イスマーイール派がどのような活動を行っていたか、よくわからない状況となった。十二イマーム派もイスマーイール派も、アリー・イブン・アビー・ターリブの血統・子孫たるイマームの後継者が途絶えた場合、「最後のイマームは死んだわけではなく、単に姿を隠しただけである（ガイバ＝幽隠）。やがて、この世の終末の到来を告げに、救世主、マフディー（正しく導かれし者）、もしくはカーイム（出現せし者）として戻ってくるだろう」と考えていた。
「マフディー」たるムハンマド・イブン・イスマーイールは姿を隠した（ガイバ）ままであったが、忠実な信者を集め、「お言葉」を広め、その復活の準備を行う組織が必要であった。この教宣するための地下組織「ダアワ」は、イマームが存在することの生きた証とされたフッジャが指導していた。既知の最古のフッジャは、アスカル・ムクラム（Askar Mukram。現在のイラン南西部Band-e Qir）出身の裕福な商人アブドゥッラー・アル＝アクバルとされるが、後の反イスマーイール派の論者が流布した荒唐無稽な話は別として、その詳細はよくわかっていない。アブドゥッラー・アル＝アクバルは、その教宣活動に問題があるとしてアッバース朝当局から迫害され、故郷を捨ててバスラに逃げ込むことを余儀なくされた。バスラでは、預言者ムハンマドを出したハーシム家のアキール・イブン・アビー・ターリブの子孫と称していた。ここでも当局に目を付けられ、シリア砂漠西端にあるサラミーヤの小さな町に移ることとなった。バスラ出身の商人としてサラミーヤに根を張り、ここでアフマド・イブン・アブドゥッラーとイブラヒムの二人の息子を儲けた。827-828年頃にアブドゥッラー・アル＝アクバルが死去すると、アフマド・イブン・アブドゥッラーが父の跡を継いでイスマーイール派の指導者となった。アフマド・イブン・アブドゥッラーの次は、その次男アブー・アリー・ムハンマド（別名Abu sch-Schalaghlagh）が跡を継ぐこととなった。

## 誕生後の状況
ウバイドゥッラーは、教宣地下組織ダアワのフッジャ、アフマド・イブン・アブドゥッラーの長男である父フサイン・イブン・アフマドの子、サイードとして生まれた。公式の伝記では874年7月31日生まれとされるが、ちょうど1年前の873年7月31日生まれとする別の伝承がある。父フサイン・イブン・アフマドが880年頃に死去すると、叔父アブー・アリー・ムハンマドの下で育った。こうして、ウバイドゥッラーは後継ぎに指名され、叔父の娘と結婚することとなった。893年3月もしくは4月、ウバイドゥッラーの一人息子アブー・カースィム（後のカーイム・ビ・アムリッラー）が誕生した。
この頃、9世紀後半には、イスラム世界ではミレニアリズムへの期待が高まりつつあり、また、10年間に及ぶサーマッラーの混乱（en:Anarchy at Samarra）、各地方勢力の離反や自治開始の頻発、大規模な反乱であったザンジュの乱の発生、によりアッバース朝は深刻な危機に瀕していた。アッバース朝が反乱鎮圧に躍起になっていた、この混沌とした状況において、シーア派の十二イマーム派では、第12代イマームの幽隠や指導部の政治的キエティスムを起因とする同派信者の不満感もあって、イスマーイール派の「ダアワ」は急速な広がりを見せるようになった。ハムダーン・カルマトやその義弟アブー・ムハンマド・アブダーン（Abu Muhammad Abdan）といったダーイー（教宣者）は870年代後半には組織のネットワークをクーファ周辺地域へ広げ、さらにそこからイエメン（882年、イブン・ハウシャブにより）、インド（884年）、東アラビア地域（899年、アブー・サイード・ジャンナービーにより）、ペルシア、マグリブ（893年、アブー＝アブドゥッラーにより）へと広まった 。また、885年頃からは、地下活動による教宣活動のみならず、イエメン、イラク、北アフリカにおいては武装蜂起による反権力闘争も行われる様になった。真の指導者はサラミーヤで秘密裡に隠伏したままで、そのことはハムダーン・カルマトといった各地域のダーイーの長のみが知っており、密かに連絡を取っていた。しかし、その真の指導者は組織幹部にも直接には姿を現さなかったので、ファイルーズ何某（a certain Fayruz）が「ダーイー・アルドゥアート」（dā'ī al-duʿāt'。教宣者ダーイーの長）や「バーブ」（取次する者。門の意）の役割を務めた。
表向きは幽隠イマームに関する世話役に過ぎないとはいえ、ダアワは急速な広がりを見せ今や武装拠点も複数作っていることに自信を付けたのか、アブー・アリー・ムハンマドは「自分は、幽隠しているイマーム、ムハンマド・イブン・イスマーイールのフッジャ（幽隠イマームの代わりに統率する者）ではなく、イマームそのものである」とダアワ幹部に秘密裏に宣言し、加えて甥ウバイドゥッラーが「マフディー」（正しく導かれし者）であり、その幼子アブー・カースィムが「カーイム」（出現せし者）であると主張した。のちには、ファーティマ朝はこの主張との辻褄を合わせるために様々の系図を示すことになった。最も一般的なものは、アブドゥッラー・アル＝アクバル（初代とされるフッジャ）をムハンマド・イブン・イスマーイール（第7代イマーム）の息子とするものだったが、イスマーイール派寄りの資料でさえ、アフマド・イブン・アブドゥッラー（ウバイドゥッラーの父）以前のイマームの継承状況や名前に相違がある。例えば、ウバイドゥッラーは、ある書簡では、自身をムハンマド・イブン・イスマーイール（第7代イマーム）の子孫ではなく、その兄アブドゥッラーの子孫であるとしていた。反イスマーイール派の立場のスンニ派およびシーア派十二イマーム派側の資料では、当然のことながら、アリーの家系に連なるとするファーティマ朝を全く認めておらず、家系を詐称している偽者だとしている。ウバイドゥッラーの子アブー・カースィムを「カーイム」としていること（一般的には「マフディー」と同義とされる）が、事態をより理解しづらくしている。これは、「並立した二つのイマームの系統があり、一つはおおやけにされる系統（そしてこの系統は非アリー系）で、もう一つの隠された真実の系統からその務めを受託する形で真のイマームに仕えている」という解釈（バーナード・ルイスが提唱）につながった。この解釈では、ウバイドゥッラーは最後の「おおやけにされる系統」で、その子アブー・カースィムは「真実の系統」のイマームであるとされた。
899年頃にアブー・アリー・ムハンマドが死去すると、教宣組織「ダアワ」指導者の立場を引き継いだ。ほどなくして、ダアワ本部のあるサラミーヤからの書簡により、組織の公式教義の変化が明らかになった。組織幹部のハムダーン・カルマトはこれを懸念し、調査のために義弟アブー・ムハンマド・アブダーンをサラミーヤに派遣した。そこで「（幽隠していた）イマームはムハンマド・イブン・イスマーイールではなく、父のアフマド・イブン・アブドゥッラーであり、現時点では自分自身がイマームである」とウバイドゥッラーが主張していることを知った。これにより組織に大きな亀裂が生じた。ハムダーン・カルマトはサラミーヤの指導者ウバイドゥッラーを非難し、イラクのダーイー（教宣者）を集め布教活動を止めるよう命じた。ほどなくして、ハムダーン・カルマトは組織より失踪、アブー・ムハンマド・アブダーンは殺害されるが、東アラビア、イエメンなどの勢力も呼応し、「ウバイドゥッラーのイマーム性の否定し、幽隠イマームであるムハンマド・イブン・イスマーイールの再臨」を信じ続ける勢力がカルマト派として分派することとなった。

## ファーティマ朝の樹立と治世
ウバイドゥッラー（アル＝マフディー）がいるサラミーヤにカルマト派の脅威が迫るようになり、またアブー＝アブドゥッラーのマグリブでの教宣活動の成功が契機となり、899年、ウバイドゥッラーは商人に変装しサラミーヤを脱出することになった。905年、当地で教宣活動を開始。しかし、スンナ派アグラブ朝に捕らえられ、シジルマサの牢に投獄された。909年の初め、アブー＝アブドゥッラーはウバイドゥッラー救出のため大規模な遠征軍を派遣、その途上でイバード派ルスタム朝のターハルトを征服した。ウバイドゥッラーは解放されると、勢力を増しているこの国（ファーティマ朝）の指導者となり、「カリフ」「マフディー」を戴冠、ケルアン、Raqqadaといった都市を攻略したベルベル人クターマ族を率いた。909年3月までにアグラブ朝は滅亡し、ファーティマ朝がこれに取って代わった。これにより、スンナ派は北アフリカマグリブ地域における最後の拠点を失うこととなった。
911年頃になると、教宣を主導したアブー＝アブドゥッラーを殺害、名実ともにファーティマ朝の支配者となった。
一方で、イスラム学者でその歴史に詳しいハインツ・ハルムが「初期のファーティマ朝の体制は『クターマ族の覇権』に過ぎない」と評する様な状況であった。イマーム・カリフに選ばれた戦士という、この「半文明化部族」の地位に対し、他のベルベル人だけでなく、アラビア文化が支配的な都市の住民も、大いに憤慨していた 。イフリーキヤ、シチリア、トリポリタニアへのファーティマ朝統治が始まってから数年は、クターマ族の傲慢さやクターマ族が行う収奪に抗う、当地住民の反乱が目立った。
ウバイドゥッラーは、ケルアンの南東16マイル辺りの海岸沿いに、自身の王朝の首都を建設し、自身の名に因みマフディーヤと名付けた。この街は海に突き出た半島状（長さ約1.6km、幅約0.4km)の地に城、モスク、要塞、倉庫、港などが作られた。920年、ウバイドゥッラーはそこに居を移した。
921年、モロッコに侵攻、イドリース朝より当地の支配権を奪った。
922年、ブルガリア皇帝シメオン1世はマフディーヤに使節を派遣、東ローマ帝国の首都コンスタンティノープルを共同で攻撃（ブルガリア側が大規模な陸軍、ファーティマ朝側が海軍との役割）しようと提案した。戦利品は全て均等に山分け、コンスタンティノープルはブルガリアが獲得、シチリアと南イタリアの東ローマ帝国領土はファーティマ朝が獲得との条件であった。ブルガリアと東ローマ帝国は913年より戦争状態にあり、ブルガリアは922年までにバルカン半島のほぼ全域を支配下としたが、海軍力が不足していたため、シメオン1世が主目的として掲げていたコンスタンティノープル奪取には至っていなかった。なお、東ローマ帝国とファーティマ朝は914年に平和条約を締結していたが、918年以降はイタリア沿岸への攻撃を再開していた。
ウバイドゥッラーは、コンスタンティノープルを共同で攻撃するというブルガリアの提案を受諾し、協定締結のため返使を送った。両国使節は船でブルガリアに向かうが、途中、カラブリアの沿岸付近で東ローマ帝国側に捕まり、コンスタンティノープルに移送された。この公表されていない協定交渉を東ローマ帝国皇帝ロマノス1世レカペノスが知ると、ブルガリア側使節は投獄された一方で、ファーティマ朝側使節はカリフ宛てのたくさんの豪華な贈り物付きでマフディーヤに戻ることを許された。その後、東ローマ帝国はブルガリア皇帝シメオン1世に競り勝つために北アフリカに使節団を派遣し、最終的に、ファーティマ朝はブルガリア側に付かないことに同意した。
その生涯においては、マグリブ地域を超えて勢力を拡大させたが、エジプトへの一連の侵攻（914年-915年、919年-921年）は、アッバース朝の抵抗に遭って多くの犠牲者を出し、うまくはいかなかった。
934年2月22日にウバイドゥッラーが死去すると、息子カーイム・ビ・アムリッラーが跡を継ぎ、領土拡張政策を引き継いだ。

## イスマーイール派イマームの系譜
| (1) アリー・イブン・アビー・ターリブ（第4代正統カリフ）  | (1) アリー・イブン・アビー・ターリブ（第4代正統カリフ）  | (1) アリー・イブン・アビー・ターリブ（第4代正統カリフ）  | (1) アリー・イブン・アビー・ターリブ（第4代正統カリフ）  | (1) アリー・イブン・アビー・ターリブ（第4代正統カリフ）  | (1) アリー・イブン・アビー・ターリブ（第4代正統カリフ）  |  |  |  |  |  |  | ファーティマ（預言者ムハンマドの娘）                   | ファーティマ（預言者ムハンマドの娘）                   | ファーティマ（預言者ムハンマドの娘）                   | ファーティマ（預言者ムハンマドの娘）                   | ファーティマ（預言者ムハンマドの娘）                   | ファーティマ（預言者ムハンマドの娘）                   |  |  |  |  |  |  |  |  |
| (1) アリー・イブン・アビー・ターリブ（第4代正統カリフ）  | (1) アリー・イブン・アビー・ターリブ（第4代正統カリフ）  | (1) アリー・イブン・アビー・ターリブ（第4代正統カリフ）  | (1) アリー・イブン・アビー・ターリブ（第4代正統カリフ）  | (1) アリー・イブン・アビー・ターリブ（第4代正統カリフ）  | (1) アリー・イブン・アビー・ターリブ（第4代正統カリフ）  |  |  |  |  |  |  | ファーティマ（預言者ムハンマドの娘）                   | ファーティマ（預言者ムハンマドの娘）                   | ファーティマ（預言者ムハンマドの娘）                   | ファーティマ（預言者ムハンマドの娘）                   | ファーティマ（預言者ムハンマドの娘）                   | ファーティマ（預言者ムハンマドの娘）                   |  |  |  |  |  |  |  |  |
|                                                          |                                                          |                                                          |                                                          |                                                          |                                                          |  |  |  |  |  |  |                                                        |                                                        |                                                        |                                                        |                                                        |                                                        |  |  |  |  |  |  |  |  |
|                                                          |                                                          |                                                          |                                                          |                                                          |                                                          |  |  |  |  |  |  |                                                        |                                                        |                                                        |                                                        |                                                        |                                                        |  |  |  |  |  |  |  |  |
| (2) ハサン・イブン・アリー                               | (2) ハサン・イブン・アリー                               | (2) ハサン・イブン・アリー                               | (2) ハサン・イブン・アリー                               | (2) ハサン・イブン・アリー                               | (2) ハサン・イブン・アリー                               |  |  |  |  |  |  | (3) フサイン・イブン・アリー                           | (3) フサイン・イブン・アリー                           | (3) フサイン・イブン・アリー                           | (3) フサイン・イブン・アリー                           | (3) フサイン・イブン・アリー                           | (3) フサイン・イブン・アリー                           |  |  |  |  |  |  |  |  |
| (2) ハサン・イブン・アリー                               | (2) ハサン・イブン・アリー                               | (2) ハサン・イブン・アリー                               | (2) ハサン・イブン・アリー                               | (2) ハサン・イブン・アリー                               | (2) ハサン・イブン・アリー                               |  |  |  |  |  |  | (3) フサイン・イブン・アリー                           | (3) フサイン・イブン・アリー                           | (3) フサイン・イブン・アリー                           | (3) フサイン・イブン・アリー                           | (3) フサイン・イブン・アリー                           | (3) フサイン・イブン・アリー                           |  |  |  |  |  |  |  |  |
|                                                          |                                                          |                                                          |                                                          |                                                          |                                                          |  |  |  |  |  |  |                                                        |                                                        |                                                        |                                                        |                                                        |                                                        |  |  |  |  |  |  |  |  |
| (4) アリー・ザイヌルアービディーン                       |                                                          |                                                          |                                                          |                                                          |                                                          |  |  |  |  |  |  |                                                        |                                                        |                                                        |                                                        |                                                        |                                                        |  |  |  |  |  |  |  |  |
|                                                          |                                                          |                                                          |                                                          |                                                          |                                                          |  |  |  |  |  |  |                                                        |                                                        |                                                        |                                                        |                                                        |                                                        |  |  |  |  |  |  |  |  |
| (5) ムハンマド・バーキル                                 |                                                          |                                                          |                                                          |                                                          |                                                          |  |  |  |  |  |  |                                                        |                                                        |                                                        |                                                        |                                                        |                                                        |  |  |  |  |  |  |  |  |
|                                                          |                                                          |                                                          |                                                          |                                                          |                                                          |  |  |  |  |  |  |                                                        |                                                        |                                                        |                                                        |                                                        |                                                        |  |  |  |  |  |  |  |  |
| (6) ジャアファル・サーディク                             |                                                          |                                                          |                                                          |                                                          |                                                          |  |  |  |  |  |  |                                                        |                                                        |                                                        |                                                        |                                                        |                                                        |  |  |  |  |  |  |  |  |
|                                                          |                                                          |                                                          |                                                          |                                                          |                                                          |  |  |  |  |  |  |                                                        |                                                        |                                                        |                                                        |                                                        |                                                        |  |  |  |  |  |  |  |  |
|                                                          |                                                          |                                                          |                                                          |                                                          |                                                          |  |  |  |  |  |  |                                                        |                                                        |                                                        |                                                        |                                                        |                                                        |  |  |  |  |  |  |  |  |
| イスマーイール・イブン・ジャアファル                     | イスマーイール・イブン・ジャアファル                     | イスマーイール・イブン・ジャアファル                     | イスマーイール・イブン・ジャアファル                     | イスマーイール・イブン・ジャアファル                     | イスマーイール・イブン・ジャアファル                     |  |  |  |  |  |  | ムーサー・カーズィム（十二イマーム派第7代イマーム）    | ムーサー・カーズィム（十二イマーム派第7代イマーム）    | ムーサー・カーズィム（十二イマーム派第7代イマーム）    | ムーサー・カーズィム（十二イマーム派第7代イマーム）    | ムーサー・カーズィム（十二イマーム派第7代イマーム）    | ムーサー・カーズィム（十二イマーム派第7代イマーム）    |  |  |  |  |  |  |  |  |
| イスマーイール・イブン・ジャアファル                     | イスマーイール・イブン・ジャアファル                     | イスマーイール・イブン・ジャアファル                     | イスマーイール・イブン・ジャアファル                     | イスマーイール・イブン・ジャアファル                     | イスマーイール・イブン・ジャアファル                     |  |  |  |  |  |  | ムーサー・カーズィム（十二イマーム派第7代イマーム）    | ムーサー・カーズィム（十二イマーム派第7代イマーム）    | ムーサー・カーズィム（十二イマーム派第7代イマーム）    | ムーサー・カーズィム（十二イマーム派第7代イマーム）    | ムーサー・カーズィム（十二イマーム派第7代イマーム）    | ムーサー・カーズィム（十二イマーム派第7代イマーム）    |  |  |  |  |  |  |  |  |
| (7) ムハンマド・イブン・イスマーイールが ガイバ （幽隠） | (7) ムハンマド・イブン・イスマーイールが ガイバ （幽隠） | (7) ムハンマド・イブン・イスマーイールが ガイバ （幽隠） | (7) ムハンマド・イブン・イスマーイールが ガイバ （幽隠） | (7) ムハンマド・イブン・イスマーイールが ガイバ （幽隠） | (7) ムハンマド・イブン・イスマーイールが ガイバ （幽隠） |  |  |  |  |  |  | 以後、十二イマーム派第12代イマームがガイバ（幽隠）     | 以後、十二イマーム派第12代イマームがガイバ（幽隠）     | 以後、十二イマーム派第12代イマームがガイバ（幽隠）     | 以後、十二イマーム派第12代イマームがガイバ（幽隠）     | 以後、十二イマーム派第12代イマームがガイバ（幽隠）     | 以後、十二イマーム派第12代イマームがガイバ（幽隠）     |  |  |  |  |  |  |  |  |
| (7) ムハンマド・イブン・イスマーイールが ガイバ （幽隠） | (7) ムハンマド・イブン・イスマーイールが ガイバ （幽隠） | (7) ムハンマド・イブン・イスマーイールが ガイバ （幽隠） | (7) ムハンマド・イブン・イスマーイールが ガイバ （幽隠） | (7) ムハンマド・イブン・イスマーイールが ガイバ （幽隠） | (7) ムハンマド・イブン・イスマーイールが ガイバ （幽隠） |  |  |  |  |  |  | 以後、十二イマーム派第12代イマームがガイバ（幽隠）     | 以後、十二イマーム派第12代イマームがガイバ（幽隠）     | 以後、十二イマーム派第12代イマームがガイバ（幽隠）     | 以後、十二イマーム派第12代イマームがガイバ（幽隠）     | 以後、十二イマーム派第12代イマームがガイバ（幽隠）     | 以後、十二イマーム派第12代イマームがガイバ（幽隠）     |  |  |  |  |  |  |  |  |
| (8) アブドゥッラー・アル＝アクバル                       |                                                          |                                                          |                                                          |                                                          |                                                          |  |  |  |  |  |  |                                                        |                                                        |                                                        |                                                        |                                                        |                                                        |  |  |  |  |  |  |  |  |
|                                                          |                                                          |                                                          |                                                          |                                                          |                                                          |  |  |  |  |  |  |                                                        |                                                        |                                                        |                                                        |                                                        |                                                        |  |  |  |  |  |  |  |  |
| (9) アフマド・イブン・アブドゥッラー                     |                                                          |                                                          |                                                          |                                                          |                                                          |  |  |  |  |  |  |                                                        |                                                        |                                                        |                                                        |                                                        |                                                        |  |  |  |  |  |  |  |  |
|                                                          |                                                          |                                                          |                                                          |                                                          |                                                          |  |  |  |  |  |  |                                                        |                                                        |                                                        |                                                        |                                                        |                                                        |  |  |  |  |  |  |  |  |
|                                                          |                                                          |                                                          |                                                          |                                                          |                                                          |  |  |  |  |  |  |                                                        |                                                        |                                                        |                                                        |                                                        |                                                        |  |  |  |  |  |  |  |  |
| (10) フサイン・イブン・アフマド                          | (10) フサイン・イブン・アフマド                          | (10) フサイン・イブン・アフマド                          | (10) フサイン・イブン・アフマド                          | (10) フサイン・イブン・アフマド                          | (10) フサイン・イブン・アフマド                          |  |  |  |  |  |  | アブー・アリー・ムハンマド（別名Abu sch-Schalaghlagh） | アブー・アリー・ムハンマド（別名Abu sch-Schalaghlagh） | アブー・アリー・ムハンマド（別名Abu sch-Schalaghlagh） | アブー・アリー・ムハンマド（別名Abu sch-Schalaghlagh） | アブー・アリー・ムハンマド（別名Abu sch-Schalaghlagh） | アブー・アリー・ムハンマド（別名Abu sch-Schalaghlagh） |  |  |  |  |  |  |  |  |
| (10) フサイン・イブン・アフマド                          | (10) フサイン・イブン・アフマド                          | (10) フサイン・イブン・アフマド                          | (10) フサイン・イブン・アフマド                          | (10) フサイン・イブン・アフマド                          | (10) フサイン・イブン・アフマド                          |  |  |  |  |  |  | アブー・アリー・ムハンマド（別名Abu sch-Schalaghlagh） | アブー・アリー・ムハンマド（別名Abu sch-Schalaghlagh） | アブー・アリー・ムハンマド（別名Abu sch-Schalaghlagh） | アブー・アリー・ムハンマド（別名Abu sch-Schalaghlagh） | アブー・アリー・ムハンマド（別名Abu sch-Schalaghlagh） | アブー・アリー・ムハンマド（別名Abu sch-Schalaghlagh） |  |  |  |  |  |  |  |  |
| (11) ウバイドゥッラー                                    |                                                          |                                                          |                                                          |                                                          |                                                          |  |  |  |  |  |  |                                                        |                                                        |                                                        |                                                        |                                                        |                                                        |  |  |  |  |  |  |  |  |
|                                                          |                                                          |                                                          |                                                          |                                                          |                                                          |  |  |  |  |  |  |                                                        |                                                        |                                                        |                                                        |                                                        |                                                        |  |  |  |  |  |  |  |  |
| (12) カーイム・ビ・アムリッラー                          |                                                          |                                                          |                                                          |                                                          |                                                          |  |  |  |  |  |  |                                                        |                                                        |                                                        |                                                        |                                                        |                                                        |  |  |  |  |  |  |  |  |
|                                                          |                                                          |                                                          |                                                          |                                                          |                                                          |  |  |  |  |  |  |                                                        |                                                        |                                                        |                                                        |                                                        |                                                        |  |  |  |  |  |  |  |  |